# Мис Фроуерд
Мис Фро́уерд (ісп. Cabo Froward) — крайня південна точка Південної Америки (координати:53°54′пд.ш.71°18′зх.д.), мис на березі Маґелланової протоки, на півострові Брансвік, приблизно на 100 км на південь від Пунта-Аренаса, найпівденніша континентальна точка Південної Америки.

## Назва
У перекладі з англійської «Froward» означає «свавільний, такий, що поступає наперекір, несприятливий». Таку назву він отримав в січні 1587 року від англійського пірата Т. Кавендіша через складні умови проходження повз нього і несприятливий клімат.

## Туристичні цікавинки
На мисі знаходиться великий металевий хрест Cruz de los Mares, побудований на честь візиту папи римського Івана Павла II в Чилі 1987 року, хоч плани установки хреста на мисі існували ще з 1913 року. На протилежному березі від мису розташований маяк. 
Найближче постійне поселення знаходиться за 40 км на північ від мису.